# Cent (euro)

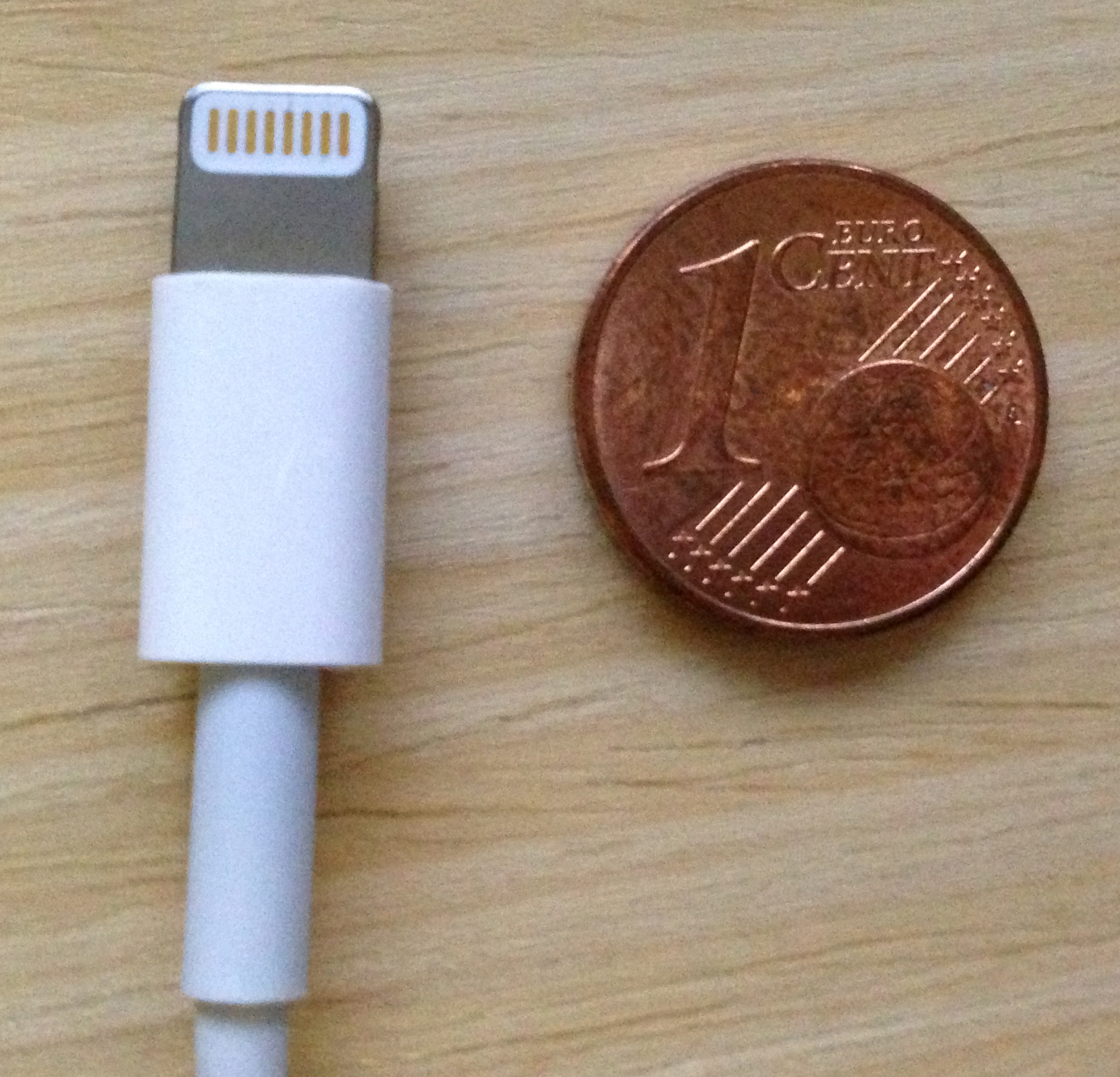
Kabel s konektorem Lightning v porovnání s eurocentem

Cent, při běžném používání eurocent (někdy též euro cent), vyjadřuje setinu hodnoty eura a jde zároveň o nejmenší minci eura v hodnotě 1 cent. Toto pojmenování pochází z latinského označení číslovky sto: Centum – cent má vždy stokrát menší hodnotu než nadřazená měna (např.: euro).

## Název
Podle nařízení Rady Evropské unie o zavedení eura je název dílčí měnové jednotky cent. V běžně řeči se často používá výraz eurocent, který umožňuje odlišení od centů jiných měn a který je uveden přímo na společné straně mincí. Evropská centrální banka neuvádí žádný úřední symbol ani zkratku eurocentu, a proto se často používá desetinný zápis se znakem eura (například 0,99 €). Neoficiální znak pro cent je ¢, který pochází z označení amerického centu (viz také Symbol eura).

## Jazykové verze eurocentu
Ve většině jazyků se používá označení cent (eurocent), avšak mnoho jazyků používá jiné názvy především kvůli tomu, že v daném jazyku neexistuje nebo se nepoužívá některá z hlásek, dvojhlásek nebo spojení.
- albánština – cent (euro cent)
- angličtina – cent (euro cent)
- běloruština – цэнт (эўрацэнт)
- bulharština – евроцент (цент)
- čeština – cent (eurocent)
- dánština – cent (eurocent)
- esperanto – cendo (centono)
- estonština – sent (eurosent)
- finština – sentti
- francouzština – cent/centime (centime d'euro)
- irština – cent
- islandština – sent
- italština – centesimo
- katalánština – cèntim
- litevština – centas (eurocentas)
- lotyština – cent (eirocent)
- maďarština – cent (eurócent)
- maltština – ċenteżmu (ewroċenteżmu)
- němčina – Cent
- nizozemština – cent
- norština – cent
- polština – cent
- portugalština – cêntimo/cent
- rumunština – cent
- ruština – цент (евроцент)
- řečtina – λεπτό (latinkou leptó)
- slovenština – cent (eurocent)
- slovinština – cent (evrocent)/stotin (evrostotin)
- srbština – cent (evrocent) – v azbuce цент (евроцент)
- španělština – céntimo
- švédština – cent
- turečtina – cent
- ukrajinština – цент (євроцент)

Na všech centových mincích je nápis cent, pouze řecké euromince mají na své rubové straně navíc řecké nápisy zapsané řeckým písmem.

## Euromince
V eurozóně se používá 6 druhů mincí různých nominálních hodnot v eurocentech, a to 1, 2, 5, 10, 20 a 50 centů, ale dvě mince nejmenších hodnot se ve Finsku a Nizozemsku nepoužívají. Kromě euromincí, které mají hodnotu v eurocentech, existují i mince v hodnotě 1 a 2 eura.